# إيزابيل بورتون
إيزابيل بورتون، (بالإنجليزية: Isabel Burton)‏ (مواليد 20 مارس 1831 لندن - الوفاة 22 مارس 1896 لندن)، اسمها الحقيقي هو إيزابيل أروندل، كانت زوجة وأرملة المستكشف والمغامر والكاتب السير البريطاني ريتشارد فرانسيس برتون.

## حياتها
هي عضوة لإحدى العائلات الأرستقراطية الكاثوليكية الإنجليزية الأكثر احتراما وغناء، الأروندل، تلقت التعليم الديني الشامل، ودائماً كانت جزءاً من الحياة الاجتماعية النشطة في لندن. وأثناء رحلة بولون، تعرفت إلى الشخص الذي أصبح بعد ذلك زوجها، ورغم أن الخطوبة لم تبدأ حتي بعد أربع سنوات، ألا أن الزواج لم يتم الا بعد مرور عشر سنوات. وأنها كانت دائما معترفة أنه يوجد علاقة حب مع بيرتون من البداية، ولكن حفل الزفاف لم يتم لأنه كان ضد رغبات عائلته. ومع مرور الوقت لم تسبب هذه الحقيقة غير القليل من المتاعب لإيزابيل، فهي امرأة ذكية، متعلمة، وعلاوة على ذلك فهي شديدة الإيمان. وكان ذلك حافز كبير من زوجها الذي كانت تشجعه في مسيرته الأدبية. ويعتقد بعض العلماء أن قلم بيرتون كان وراء تأليف الكتب من زوجته، ولكن هذا ليس واضحاً. وتذكرت، خاصة، لحرق المخطوطات والأعمال الغير منشورة لزوجها حتى وفاته، بما في ذلك ترجمة الحديقة المعطرة، والعمل المثير العربي من القرن ال 15، والبيرتون التي لم تترجم الا للغة الإنجليزية فقط، ولكنه قد سُجلت وعُلقت على نطاق واسع، كما هو الحال في جميع الترجمات الأخرى. في سيرتها الذاتية، أبرزت الأروندل المخطوطات التي حرقت ورفضت المبالغ البارزة التي قدمها مختلف المحررين، وفعلت ذلك لأنها تعتقد أن الكتاب سيكون للقراءة فقط مع الأهمية العلمية لكل 15 ألف من القراء، في حين أن البقية ستفعل ذلك لتلبية رغباتهم؛ وعلاوة على ذلك، أعتبرت أن هذا العمل سوف يفيد زوجها روحياً في الأخرة، وإزالة الخطيئة. ودفنت في مورنلاك، ساري، في قبر مفرط على شكل خيمة بدوية.